# Gustave Monod (pédagogue)
Pour les articles homonymes, voir Monod.
Ne doit pas être confondu avec Gustave Monod (chirurgien).
Gustave Adolphe Monod (Mazamet, 30 septembre 1885 - Paris, 25 décembre 1968) est un pédagogue et haut fonctionnaire français. Il est directeur de cabinet du ministre de l'Éducation nationale, inspecteur général de l'instruction publique et chargé de la direction de l'enseignement du second degré au ministère après la Seconde Guerre mondiale. Il est connu pour la création des « classes nouvelles de la Libération » et sa participation à l'élaboration du plan Langevin-Wallon.

## Biographie
Gustave Monod  est le fils d'Ernest Monod, pasteur à Mazamet et à Pau, et d'Hélène de Heimann. Son grand-père paternel est le chirurgien homonyme Gustave Monod, l'un des fondateurs de l'Académie de chirurgie. Il fait ses études secondaires à Roubaix et Pau, où son père est pasteur. À Pau, il est condisciple de Saint-John Perse. Il obtient son baccalauréat ès lettres en 1904, puis prépare une licence de lettres (1906) et un DES de philosophie (1907) à l'université de Montpellier. Il est reçu à l'agrégation de philosophie en 1912, et est classé 6e. Il enseigne la philosophie à l'École des Roches en 1912-1914, où il découvre les méthodes actives. Il s'intéresse au scoutisme, et reste proche des éclaireurs de France dont il est président de 1946 à 1957. Il est nommé en 1914 professeur de philosophie, mais ne rejoint pas son poste car il est mobilisé au mois d'août lors du déclenchement de la Première Guerre mondiale. Il sert comme infirmier d'ambulance et passe 44 mois au front, obtient cinq citations et la croix de guerre, mais il est gravement blessé à Douaumont, et doit être amputé d'une jambe.
En 1919, il reprend sa carrière de professeur de philosophie et enseigne dans les lycées de Toulon, Avignon, Reims et Tours. En 1923, il est nommé professeur de première supérieure au lycée Thiers (annexe Périer), avant d'être muté en 1928 au lycée Thiers lui-même. A Marseille, il fonde une section locale du Groupement universitaire pour la Société des Nations, qui reçoit Marcel Déat, André Siegfried, Maurice Genevoix, Jules Romains, Wladimir d'Ormesson, et Anatole de Monzie. Il est nommé en 1932, au lycée Michelet de Vanves. Il adhère à la Ligue pour le relèvement de la moralité publique.
En 1933-1934, il est nommé directeur de cabinet du ministre de l'Éducation nationale Anatole de Monzie, tout en enseignant la philosophie à l'école d'application annexe de l'école normale supérieure de Sèvres. Il enseigne ensuite en première supérieure aux lycées Condorcet et Louis-le-Grand.
En juin 1936, il est nommé inspecteur d'académie de Paris, et adjoint à titre temporaire au directeur de l'enseignement du second degré, pour la coordination des enseignements et les programmes. Il est chargé de mission par le ministre Jean Zay pour la mise en place des classes expérimentales d'orientation.
En 1940, il est démis de son grade d'inspecteur général pour avoir refusé d'appliquer les mesures anti-juives décidées par le gouvernement de Vichy, il préfère quitter le ministère et reprendre un poste de professeur, pour quelques mois, en 1941, puis fait valoir ses droits à la retraite en octobre 1941. Il se retire alors dans l'Aude et participe aux activités du réseau de résistance « Défense de la France ». Dès octobre 1944, il est rétabli dans ses fonctions avec le titre d'inspecteur général de l'instruction publique, et il est nommé directeur de l'enseignement secondaire. Il crée la commission qui rédige le plan Langevin-Wallon, lance les « classes nouvelles » et charge les Ceméa de la formation des maîtres d’internat.
Il encourage en 1945 la création de la revue des Cahiers pédagogiques, dont il sera un temps président du comité de rédaction. Il initie la création du Centre international d'études pédagogiques dans les locaux de l'École normale supérieure de jeunes filles.
Il prend sa retraite en octobre 1951, mais continue à encourager les projets d'éducation nouvelle tels que la création de l'école nouvelle d'Antony.
Il est signataire d'un appel à  un défilé populaire pour le 14 juillet 1952, co-signé par Lucie Aubrac, Alain Le Léap, Gilles Martinet ou encore Ségolène Malleret.
Il est l'un des signataires du Manifeste des 121, sous-titré « Déclaration sur le droit à l’insoumission dans la guerre d’Algérie » en septembre 1960.

## Distinctions et hommages
- Croix de guerre 1914-1918
- 1922 : officier d'académie
- 1928 : officier de l'instruction publique
- 1956 : commandeur des palmes académiques
- 1960 : grand-officier de la Légion d'honneur[8]
- Le lycée Gustave-Monod d'Enghien-les-Bains, et deux collèges de Vitry-sur-Seine et Montélimar portent son nom.
- Le parvis du lycée Rosa-Parks de Montgeron porte son nom.

## Publications
- Dix ans du Petit Bottin 1893-1903, Nancy, Berger-Levrault, 1903.
- Histoire, Paris, Alcan, 1908.
- Inauguration du Musée Ernest Renan, le 20 juillet 1947 à Tréguier, discours sténographiés, Paris, Calmann-Lévy, 1948.
- Le professeur psychologue : une expérience de sixième nouvelle, par Lucien Lefèvre, préface de Gustave Monod, Paris, Presses universitaires de France, 1949.
- L'enseignement en France et le plan scolaire d'une école Rudolf Steiner, par Henriette Bideau, préface de Gustave Monod, Paris, Triades-Editions, 1951.
- La psychologie scolaire et l'enseignement du second degré, in: Enfance, Numéro Spécial, 1952, pages 383-386.
- Bibliothèques pour enfants, in: Enfance, tome 6, numéro 5, 1953, pages 391-393.
- La philosophie par les textes, Tome I: Notions de psychologie préliminaires à la philosophie morale et philosophie morale,  classe de sciences expérimentales, par Jean Palméro et Simon Lantiéri, préface de Gustave Monod, Paris, Société universitaire d'éditions et de librairie, 1955.